# 弦楽四重奏曲第6番 (ベートーヴェン)
ベートーヴェンの弦楽四重奏曲第6番（げんがくしじゅうそうきょくだいろくばん）変ロ長調作品18-6は1800年ごろ、6曲からなる作品18の弦楽四重奏曲の1つとして書かれた。特にこの作品は曲集の最後を飾るにふさわしい、堂々とした曲想と構成をもっている。
演奏時間は約26分。

## 曲の構成
第1楽章 Allegro con brio ソナタ形式
第1ヴァイオリンによる跳躍の激しいアルペッジョの主題を下三声が規則的なリズムを持った堂々とした和声で支え、チェロと第2ヴァイオリンが時折模倣する律動的な第1主題に開始される。対して第2主題はリズムに特徴があり、ヘ長調とヘ短調の間を行き来する。全体的に音域の広い音階の走句が多用され、極めて躍動的である。
第2楽章 Adagio ma non troppo
後の交響曲を予感させる極めて充実した緩徐楽章。初めに第1ヴァイオリンで歌われる主題は様々なリズムや音型により変奏される。変ホ短調で開始される中間部は旋律的であり、転調を繰り返しながら展開される。
第3楽章 Scherzo, Allegro
ヘミオラやシンコペーションなどのリズムが多用され、音域も広く躍動的である。トリオはもっぱら第1ヴァイオリンが技巧的に駆け回る。
第4楽章 La Malinconia, Adagio - Allegretto quasi Allegro
ベートーヴェンには珍しく「憂鬱」と標題が付けられたアダージョを序奏においている。「極めてデリケートに」と記されたその部分は減七の和音が多用され、作曲者の内省的な側面を表しているとされる。けれどもその後現れるロンド主題は今までの気分を打ち消すかのように非常に明るい。しかし、またもやそれを遮るかのようにメランコリー主題の断片が挿入される。ロンド主題も断片的に間を縫って現れる形となるが、やがて息を吹き返したようにロンド部が再現され、そのままの勢いで終わる。